# 矿山镇 (武安市)
矿山镇，是中华人民共和国河北省邯郸市武安市下辖的一个乡镇级行政单位。

## 行政区划
矿山镇下辖以下地区：
矿山村、东寨坡村、韩庄村、白鹿寺村、西寨坡村、淮河沟村、惠兰村、尖山村、西石门村、崔石门村、常石门村、史石门村、李石门村、东石门村、郭二庄村、张二庄村、上焦寺一街村、上焦寺二街村、上焦寺三街村、上焦寺四街村、上焦寺五街村、南山底村、北山底村、葫芦峪村、上水头村、下水头村、洪山村、南盆水村、令公村、连凡村、西石门铁矿社区和郭二庄煤矿社区。